# 代依米克·地瓦那
代依米克·地瓦那（1977年7月—），塔吉克族，中华人民共和国第十一届、第十二届全国政协委员。
担任新疆维吾尔自治区塔什库尔干塔吉克自治县塔什库尔干乡兽医站站长。2008年，当选第十一届全国政协委员，代表少数民族界，分入第四十九组。随后，代依米克又当选第十二届全国政协委员。